# Bommeria ehrenbergiana
Bommeria ehrenbergiana är en kantbräkenväxtart som först beskrevs av Kl., och fick sitt nu gällande namn av Lucien Marcus Underwood. Bommeria ehrenbergiana ingår i släktet Bommeria och familjen Pteridaceae. Inga underarter finns listade.